# Kane Bentley
Pour les articles homonymes, voir Bentley.
Kane Bentley, né le 16 avril 1987 à Auckland, est un joueur de rugby à XIII néo-zélandais qui joue auprès de son frère Andrew Bentley. Il a représenté le XIII de France et l'Écosse lors des Coupes du Monde de 2013 et 2017.

## Palmarès
- 2007 : Finaliste de la Challenge Cup à Wembley avec les Dragons Catalans.
- 2011 : Finaliste coupe Lord Derby (Pia 17 FC Lézignan 26)
- 2013 : Champion avec Pia 13
- 2014 : Champion avec le Toulouse Olympique et Vainqueur de la Coupe de France
- 2015 : Champion des États-Unis avec BOSTON 13s (USARL)
- 2015 : Champion avec le Toulouse Olympique 13
- 2016 : Leaders de la League One et Finaliste

## Distinctions personnelles
- 2009 : Participation au tournoi des Quatre Nations avec l'équipe de France.
- 2010 : Participation à la coupe d'Europe des nations de rugby à XIII avec l'équipe de France.
- 2012 : Coupe d'Europe des nations et finaliste
- 2013 : Coupe du Monde avec le XIII de France
- 2017 : Coupe du Monde avec l’Écosse[1]

## Carrière internationale
- France : 15 sélections
- Écosse : 3 sélections[1]

## Biographie

### En club
| Saison    | Club                    | Compétition           | Matchs | Points | Essais | Goals | Drops |
| --------- | ----------------------- | --------------------- | ------ | ------ | ------ | ----- | ----- |
| 2007      | Dragons Catalans        | Super League          | 6      | 4      | 1      | -     | -     |
| 2008      | Dragons Catalans        | Super League          | -      | -      | -      | -     | -     |
| 2009      | Dragons Catalans        | Super League          | 10     | 12     | 3      | -     | -     |
| 2010      | Dragons Catalans        | Super League          | 13     | 4      | 1      | -     | -     |
| 2010-2011 | Pia                     | Championnat de France | 14     | 7      | -      | -     |       |
| 2011-2012 | Lézignan                | Championnat de France | 12     | 24     | 6      | -     | -     |
| 2012-2013 | Pia                     | Championnat de France | 16     | 3      | -      | -     |       |
| 2013-2014 | Toulouse olympique XIII | Championnat de France | 3      | -      | -      | -     | -     |
| 2014-2015 | Toulouse olympique XIII | Championnat de France | 21     | 24     | 6      | -     | -     |
| 2016      | Toulouse olympique XIII | Championship          | 17     | 20     | 5      | -     | -     |
| 2017      | Toulouse olympique XIII | Championship          | 3      | -      | -      | -     | -     |
| 2017-2018 | Toulouse élite          | Championnat de France | 15     | 12     | 3      | -     | -     |
| 2018-2019 | Toulouse élite          | Championnat de France | 16     | 4      | 1      | -     | -     |
| 2019-2020 | Toulouse élite          | Championnat de France | 7      | 4      | 1      | -     | -     |
| 2020-2021 | Saint-Gaudens           | Championnat de France | 9      | -      | -      | -     | -     |